# Multimodus pedunculatus
Multimodus pedunculatus is een fossiele soort schietmot uit de familie Vitimotauliidae.